# Марко Романо
Марко Романо (італ. Marco Romano, нар. 6 травня 1953, Неаполь, Італія) — італійський фехтувальник на шаблях, срібний призер Олімпійських ігор 1980 року.

## Виступи на Олімпіадах
| Олімпіада   | Дисципліна     | Місце |
| ----------- | -------------- | ----- |
| Москва 1980 | командна шабля | 2     |